# 103 Hera
A 103 Hera a Naprendszer kisbolygóövében található aszteroida. James Craig Watson fedezte fel 1868. szeptember 7-én.